# Oost-, West- en Middelbeers

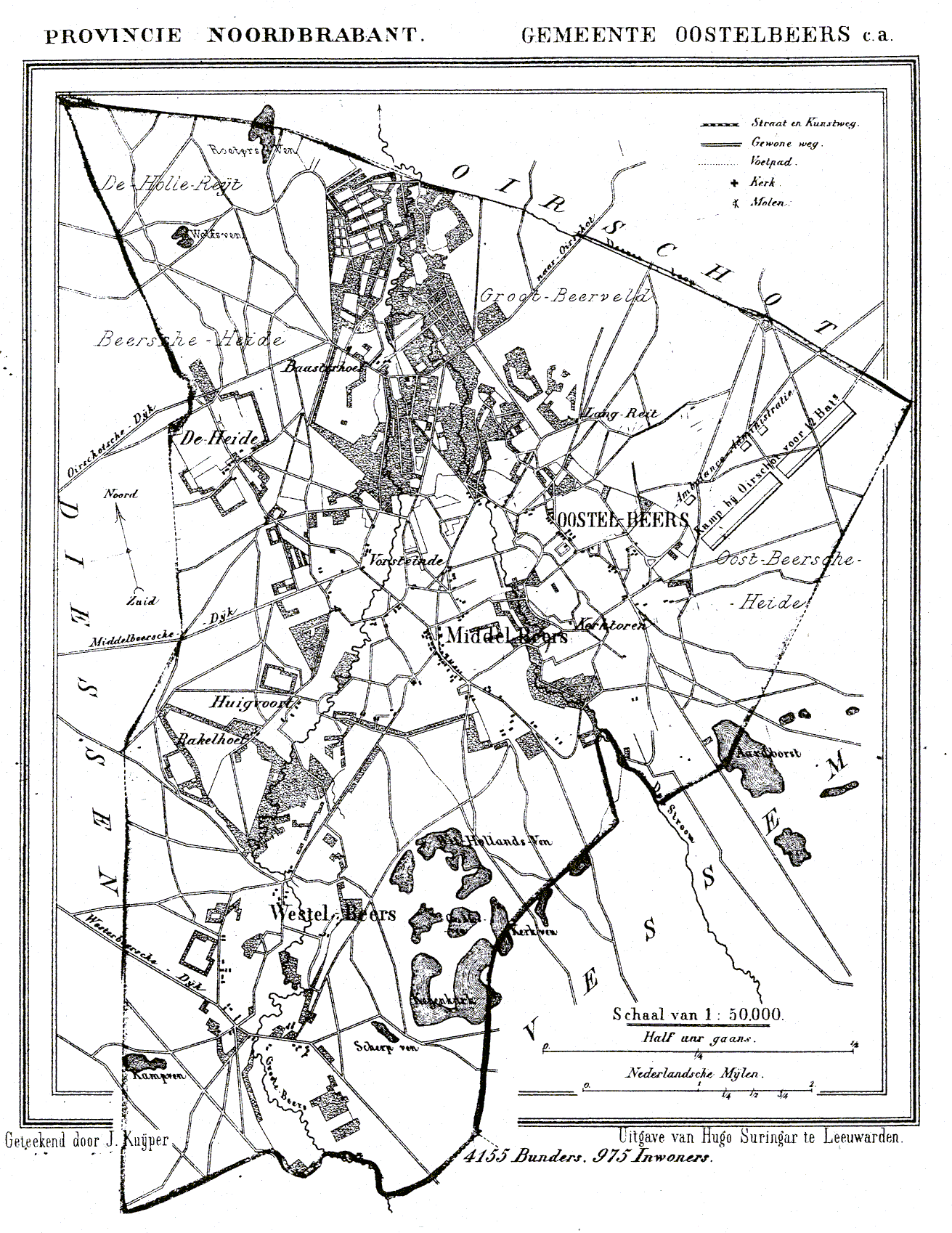
Carte de Oost-, West- en Middelbeers en 1869

Oost-, West- en Middelbeers, parfois Oostelbeers c.a., est une ancienne commune néerlandais du Brabant-Septentrional. Depuis le 1er janvier 1997, cette commune a été annexée par la commune d'Oirschot.
Avant la fusion, la commune avait une superficie de 41,68 km² et elle comptait 5 565 habitants. Elle était composée des villages de Middelbeers, Oostelbeers et Westelbeers.